# Ruth First
Ruth First (Johannesburg, 4 de maig de 1925 - Maputo, 17 d'agost de 1982) va ser una activista anti-apartheid sud-africana. Va ser assassinada mitjançant una carta-bomba adreçada a ella a Moçambic, on hi treballava exiliada de Sud-àfrica.

## Biografia

### Família i educació
Els pares de Ruth, Julius First i Matilda Levetan, havien emigrat a Sud-àfrica provinents de Letònia. D'origen jueu, van arribar al país africà el 1906, i aviat es convertirien en membres fundados del Partit Comunista de Sud-àfrica (CPSA), el predecessor del SACP. Ruth First va néixer el 1925 a Johannesburg. Es va unir al Partit Comunista, que estava aliat amb el Congrés Nacional Africà (ANC) en la seva lluita contra el govern racista sud-africà.
Va assistir a la Jeppe High School for Girls, i posteriorment es va convertir en el primer membre de la família en matricular-se a la universitat. Es va llicenciar a la Universitat de Witwatersrand el 1946. Mentre estudiava a la universitat va considerar que "en un campus sud-africà, els problemes dels estudiants que importen són els nacionals". Es va veure implicada en la fundació de la Federació d'Estudiants Progressistes, també coneguda com a Lliga d'Estudiants Progressistes, on va conèixer altres estudiants com Nelson Mandela, futur President de Sud-àfrica, Eduardo Mondlane, el primer líder del moviment d'alliberament de Moçambic FRELIMO, o Joe Slovo, qui seria el seu marit posteriorment. De First, Mandela diria posteriorment en les seves memòries que era una persona "extravertida i una escriptora amb talent".

### Militància anti-apartheid
Després de llicenciar-se, Ruth First va treballar com a assistent d'investigació per la Divisió d'Assistència Social de l'Ajuntament de Johannesburg. El 1946, amb motiu de les detencions de diversos membres del Partit Comunista a causa de les vagues realitzades en aquell període, va provocar que la seva posició dins del partit creixés en importància. Primer es va convertir en cap d'edició del diari radical The Guardian, que va ser prohibit per l'estat posteriorment. El 1949 es va casar amb Joe Slovo, un sud-africà jueu activista anti-apartheid i comunista.
Complementàriament a la seva feina com a editora del The Guardian i els seus successors, a partir del 1955 Ruth First va assumir la posició d'editora del diari polític radical Fighting Talk. Era una activa membre del moviment anti-apartheid no només mitjançant el periodisme, sinó que també a través de l'acció política. First i el seu marit, Slovo, van ser membres del Congrés Nacional Africà així com del Partit Comunista, participant en les vagues i manifestacions de la dècada dels '50.
Segons el mateix Nelson Mandela, la seva amistat amb First, juntament amb altres membres del Partit Comunista com Moses Kotane o Ismail Meer, va ser el que va canviar l'opinió del futur President de Sud-àfrica sobre la influència que semblava exercir el SACP sobre l'ANC.
Ruth First va ser una de les acusades durant el Judici per Traïció entre el 1956 i el 1961, juntament amb 156 altres líders del moviment anti-apartheid que formaven el Congrés dels Aliats. Després de la declaració de l'estat d'emergència que va seguir la massacre de Sharpeville del 1960, va ser fitxada i banejada. Amb aquesta mesura se li prohibia assistir en mítings o actes públics, a més a més de no poder ser esmentada. Durant el 1963, en una altra ofensiva del govern, va ser detinguda i confinada sense cap càrrec durant 117 dies, sota la Llei de Detenció dels 90 dies. Així es va convertir en la primera dona blanca detinguda sota aquesta llei.

### Exili i assassinat
El març del 1964 First va marxar a l'exili a Londres, on es va convertir en una activa militant del moviment anti-apartheid britànic. Allí va treballar com a investigadora a la Universitat de Manchester el 1972, i entre el 1973 i el 1978 realitzava conferències sobre estudis de desenvolupament a la Universitat de Durham. També va passar temporades a les universitats de Dar es Salaam i Lourenco Marques de Maputo.
El novembre del 1978 va acceptar el càrrec de directora del programa d'ensenyament de recerca a la Universitat Eduardo Mondlane de Maputo, Moçambic. Des d'allí continuava amb la seva lluita per fer caure el règim Apartheid del seu país. Va ser assassinada per ordre de Craig Williamson, un major de la policia sud-africana, el 17 d'agost de 1982, quan va obrir una carta-bomba que havia estat enviada a la universitat.

## Memòries
El llibre de First 117 Days és un relat de la seva detenció, l'empresonament i l'interrogatori per part de les forces especials de la policia de Sud-àfrica el 1963. Va ser publicat per primera vegada el 1965. Aquestes memòries detallen com va haver de patir la "isolació i privació sensorial" mentre suportava "pressions per proveir informació sobre els seus companys a les forces especials".
La seva filla, l'escriptora Gillian Slovo, va publicar les seves pròpies memòries, Every Secret Thing: My Family, My Country, el 1997. És un relat de la seva infantesa a Sud-àfrica i la relació amb els seus pares activistes.

## Al cinema
La pel·lícula A World Apart (1988), que va ser escrita per la seva filla Shawn Slovo i dirigida per Chris Menges, és la biografia d'una jove blanca sud-africana filla d'una parella activista anti-apartheid; la família s'anomena Roth a la pel·lícula. Barbara Hershey interpreta al personatge basat Ruth First.
A la pel·lícula Catch a Fire (2006), que tracta sobre la vida de l'activista Patrick Chamusso, Ruth està interpretada per una filla seva, Robyn Slovo, que també era una de les productores. El guió també va ser escrit per Shawn Slovo.